# Sonoraørkenen
Sonoraørkenen (engelsk: Sonoran Desert), også kaldet Gila Desert (efter Gila River) er en nordamerikansk ørken, der ligger på begge sider af den amerikansk-mexicanske grænse. 
Ørkenen dækker en stor del af de amerikanske delstater Arizona og Californien samt den mexicanske delstat Sonora, efter hvilken den har sit navn. Med sine 311.000 km² er det en af de største ørkener i Nordamerika og samtidig en af de varmeste. 2.008 km² af ørkenen blev i 2001 afsat til en nationalpark for at beskytte områdets natur, der er kendetegnet ved flere unikke dyre- og plantearter, bl.a. kæmpekaktus (Carnegiea gigantea). USA's eneste population af jaguarer lever i området sydvest for Tucson tæt på grænsen til Mexico.
Coloradoørkenen er den del af Sonoraørkenen, der ligger i Californien, dvs. vest for Colorado River.